# Milan (Tennessee)
Milan és una població dels Estats Units a l'estat de Tennessee. Segons el cens del 2000 tenia 7.664 habitants.

## Demografia
Segons el cens del 2000, Milan tenia 7.664 habitants, 3.170 habitatges, i 2.076 famílies. La densitat de població era de 367,6 habitants/km².
Dels 3.170 habitatges en un 29,5% hi vivien nens de menys de 18 anys, en un 45,9% hi vivien parelles casades, en un 15,5% dones solteres, i en un 34,5% no eren unitats familiars. En el 31,6% dels habitatges hi vivien persones soles el 16% de les quals corresponia a persones de 65 anys o més que vivien soles. El nombre mitjà de persones vivint en cada habitatge era de 2,32 i el nombre mitjà de persones que vivien en cada família era de 2,91.
Per edats la població es repartia de la següent manera: un 23,9% tenia menys de 18 anys, un 8,7% entre 18 i 24, un 25,4% entre 25 i 44, un 21% de 45 a 60 i un 21% 65 anys o més.
L'edat mediana era de 39 anys. Per cada 100 dones de 18 o més anys hi havia 74,9 homes.
La renda mediana per habitatge era de 30.806 $ i la renda mediana per família de 38.503 $. Els homes tenien una renda mediana de 30.449 $ mentre que les dones 21.688 $. La renda per capita de la població era de 17.255 $. Entorn del 9,4% de les famílies i el 15,4% de la població estaven per davall del llindar de pobresa.

## Poblacions més properes
El següent diagrama mostra les poblacions més properes.